# Peristrophe tianmuensis
Peristrophe tianmuensis là một loài thực vật có hoa trong họ Ô rô. Loài này được H.S. Lo mô tả khoa học đầu tiên năm 1988.